# ジョン・エバーハート (小惑星)
ジョン・エバーハート (4764 Joneberhart) は小惑星帯の内縁部に位置する小惑星。エドワード・ボーエルがローウェル天文台で発見した。
アメリカ合衆国のサイエンス・ライター、ジョナサン・エバーハートにちなんで名付けられた。